# 廬陵郡
廬陵郡（ろりょう-ぐん）は、中国にかつて存在した郡。後漢末から唐代にかけて、現在の江西省吉安市一帯に設置された。

## 概要
194年（興平元年）、孫策が豫章郡を分割して廬陵郡を立て、孫輔を廬陵太守に任じた。廬陵郡は揚州に属した。
291年（元康元年）、揚州と荊州の10郡を合わせて江州が立てられると、廬陵郡は江州に属した。晋の廬陵郡は西昌・高昌・石陽・巴丘・南野・東昌・遂興・吉陽・興平・陽豊の10県を管轄した。
南朝宋のとき、廬陵郡は石陽・西昌・東昌・吉陽・巴丘・興平・陽豊・高昌・遂興の9県を管轄した。
南朝斉のとき、廬陵郡は石陽・西昌・東昌・吉陽・巴丘・興平・高昌・陽豊・遂興の9県を管轄した。
589年（開皇9年）、隋が南朝陳を滅ぼすと、廬陵郡は廃止されて、吉州に編入された。607年（大業3年）に州が廃止されて郡が置かれると、吉州は廬陵郡と改称された。廬陵郡は廬陵・泰和・安復・新淦の4県を管轄した。
622年（武徳5年）、唐が林士弘を平定すると、廬陵郡は吉州と改められた。742年（天宝元年）、吉州は廬陵郡と改称された。758年（乾元元年）、廬陵郡は吉州と改称され、廬陵郡の呼称は姿を消した。